# カナダ野球殿堂
カナダ野球殿堂博物館（カナダやきゅうでんどうはくぶつかん、Canadian Baseball Hall of Fame and Museum）は、カナダのオンタリオ州パース郡セント・メリーズにある野球専門の博物館であり、カナダ野球における歴史的な野球資料の保存に取り組んでいる。メジャーリーグベースボール（MLB）球団のモントリオール・エクスポズとトロント・ブルージェイズをはじめとするカナダ国内の野球で顕著な貢献をした人物と団体およびカナダ国外の野球で顕著な貢献をしたカナダ人とその団体の功績をたたえる野球殿堂を総括している。

## 歴史
1983年10月、カナダのオンタリオ州トロントのエキシビション・プレイスに創設された。1994年にセント・メリーズへ移転し、その4年後に開館している。1886年5月5日付の「スポルティング・ライフ」誌の記事において、アダム・フォードがほぼ50年近く前の1838年6月4日にビーチビル（セント・メリーズから北へ40km近く）で、ビーチビルとゾーラによる野球の試合を目撃したことを証言した。この「北アメリカで最初に野球が行われた場所」とされるビーチビルから場所が近いことや、町おこしも兼ねて、地元のセメント会社から32ac（約13ha）の土地を寄贈されたことが移転の決め手となった。

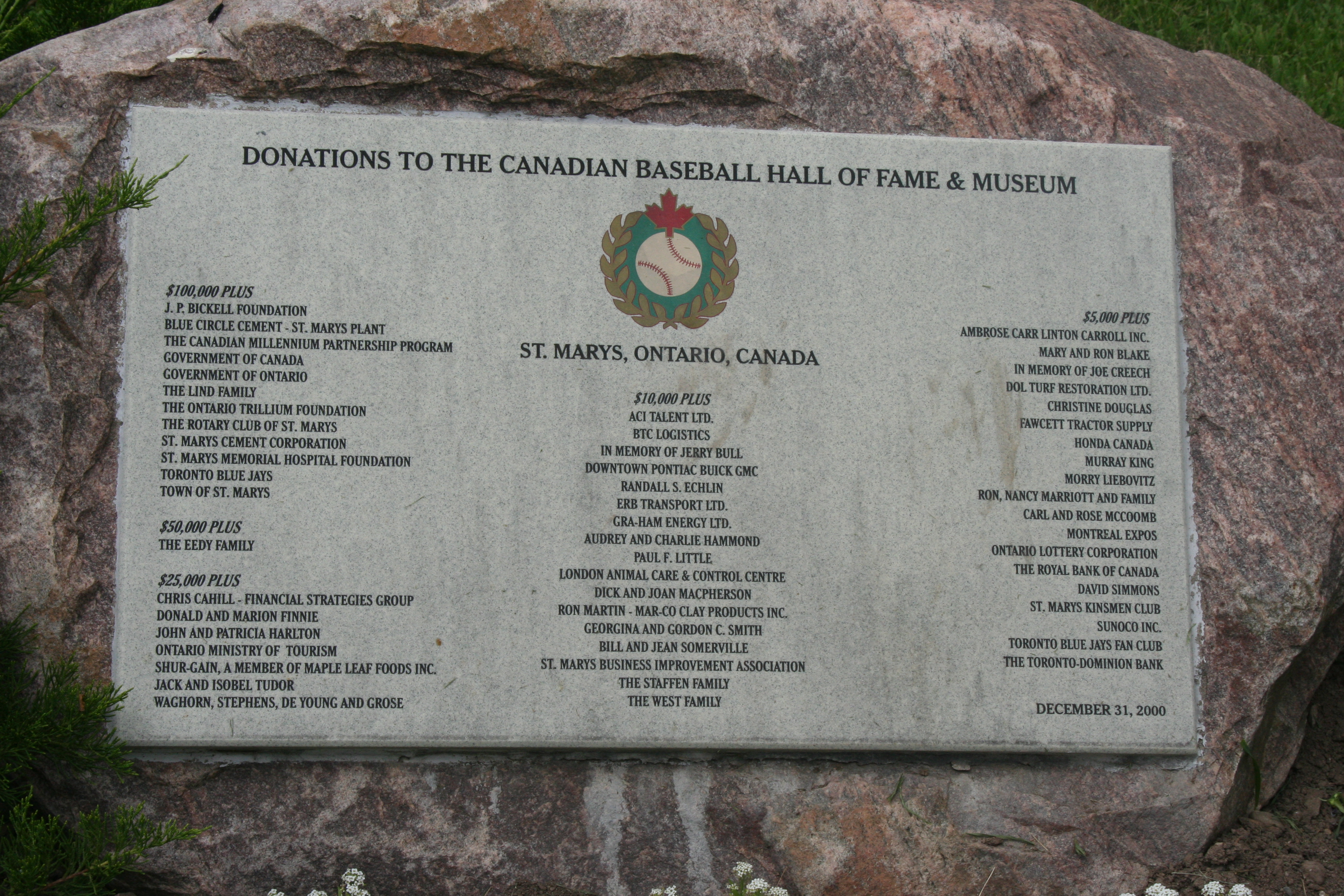
石碑に刻まれたカナダ野球殿堂への寄付金額と寄付者名簿

博物館内には、1978年から1986年シーズンまで開催され、モントリオール・エクスポズとトロント・ブルージェイズが対戦した「ピアソンカップ」のトロフィーも展示されている。

## 開館時期と入館料
博物館の開館は5月が週末だけで、6月から10月上旬までは基本的に毎日オープンしている。シーズンオフは予約が必要になる。
入館料は大人が7ドル50セントで、16歳以下の子どもが3ドル75セントになっている。

## 殿堂入り

### 選考
殿堂入りの選考基準として、(1)引退後3年を経過している、(2)選考投票で75%以上の得票率を得る、(3)カナダ人でない場合、カナダの野球発展に著名な貢献があると認められるといった条件を満たすルールになっている。また、候補者リストには、2年続けてまったく投票されなかった場合を除き、最長9年間登録される。
レスター・B・ピアソンとジャッキー・ロビンソンは名誉会員としての殿堂入りである。なお、エクスポズ在籍時に通算4000本安打を達成して殿堂入りするか注目されたピート・ローズはいまだに選出されていない。

### 表彰式
殿堂入りの表彰は毎年6月の第3または第4の週末に行われており、黒のジャケットが贈呈される。
カナダ野球殿堂は毎年、「野球の最高の理想を守りながら、卓越した成績を残し、チームに貢献したと判断される選手」をたたえる「ティップ・オニール賞」やメディア分野で貢献した人物をたたえる「ジャック・グラニー賞」の表彰も行っている。

### 表彰者の一覧
各年の殿堂入り競技者表彰・団体表彰とその備考は以下の通りである。これまでに119人・7団体を表彰している。

#### 団体表彰
| 年度   | 表彰団体                             | 備考                                                                     |
| ------ | ------------------------------------ | ------------------------------------------------------------------------ |
| 1988年 | 1838年のビーチビル・アマチュアチーム | 記録上でカナダ最古の野球チーム                                           |
| 1988年 | 1838年のゾーラ・アマチュアチーム     | 記録上でカナダ最古の野球チーム                                           |
| 1992年 | 1991年の野球カナダ代表ユースチーム   | 第11回AAA世界野球選手権大会で優勝                                        |
| 1998年 | AAGPBLのカナダ生まれの選手           | 1943年から1954年まで活動していた女子プロ野球リーグのカナダ出身選手全64人 |
| 2003年 | バンクーバー朝日                     | 1914年から1941年まで活動していた日系カナダ人中心のアマ野球強豪チーム     |
| 2011年 | 2011年の野球カナダ代表チーム         | 第16回パンアメリカン競技大会野球競技で優勝                               |
| 2017年 | 2015年の野球カナダ代表チーム         | 第17回パンアメリカン競技大会野球競技で優勝                               |

#### 競技者表彰
ジャッキー・ロビンソン、ファーガソン・ジェンキンス、ゲイリー・カーター、トミー・ラソーダ、スパーキー・アンダーソン、アンドレ・ドーソン、パット・ギリック、ロベルト・アロマー、ティム・レインズ、ペドロ・マルティネス、ラリー・ウォーカーの11人はアメリカ野球殿堂入りも果たしている。このうち、カナダ出身者はジェンキンスとウォーカーの2人である。
ラソーダは現役時代は左腕投手としてメジャーリーグベースボール（MLB）では未勝利に終わったものの、当時ロサンゼルス・ドジャースの傘下だったAAA級モントリオールで通算勝利数107の球団記録を樹立している。また、ロビンソンもMLB昇格前はAAA級モントリオールでプレーしている。

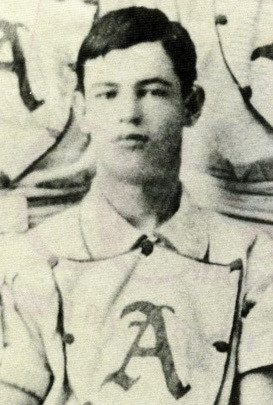
ティップ・オニール
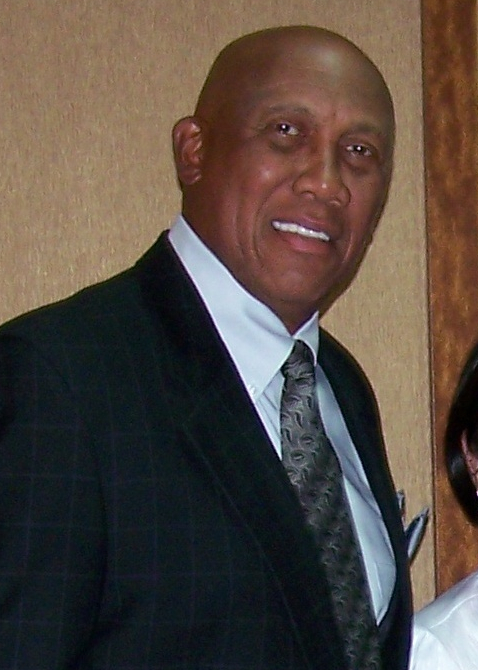
ファーガソン・ジェンキンス
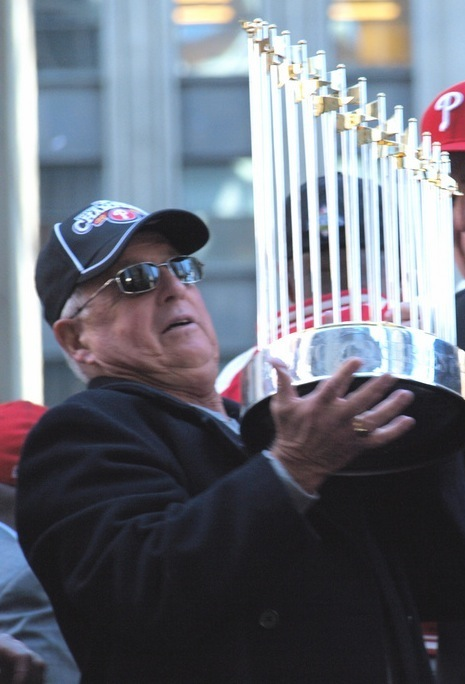
パット・ギリック
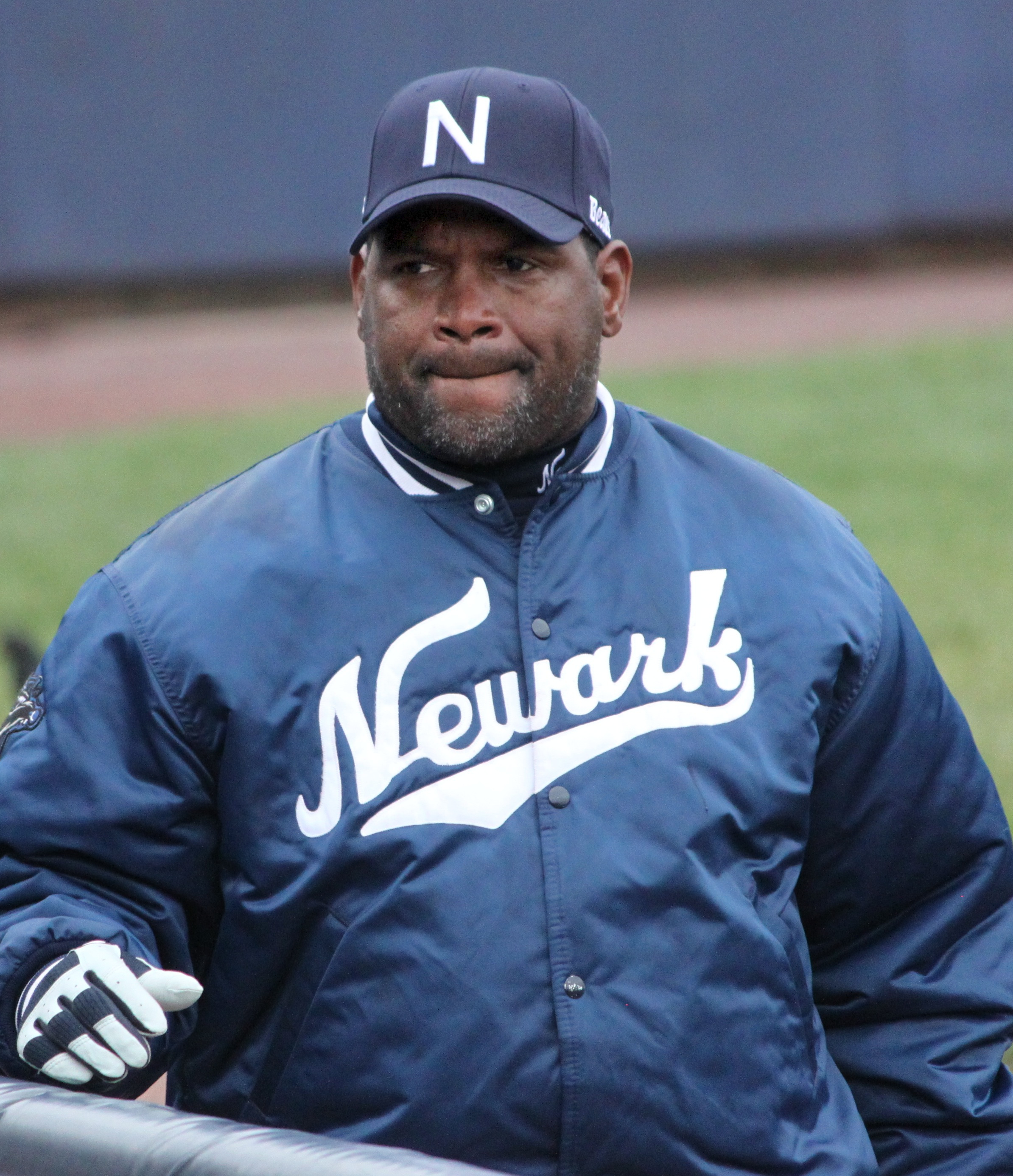
ティム・レインズ
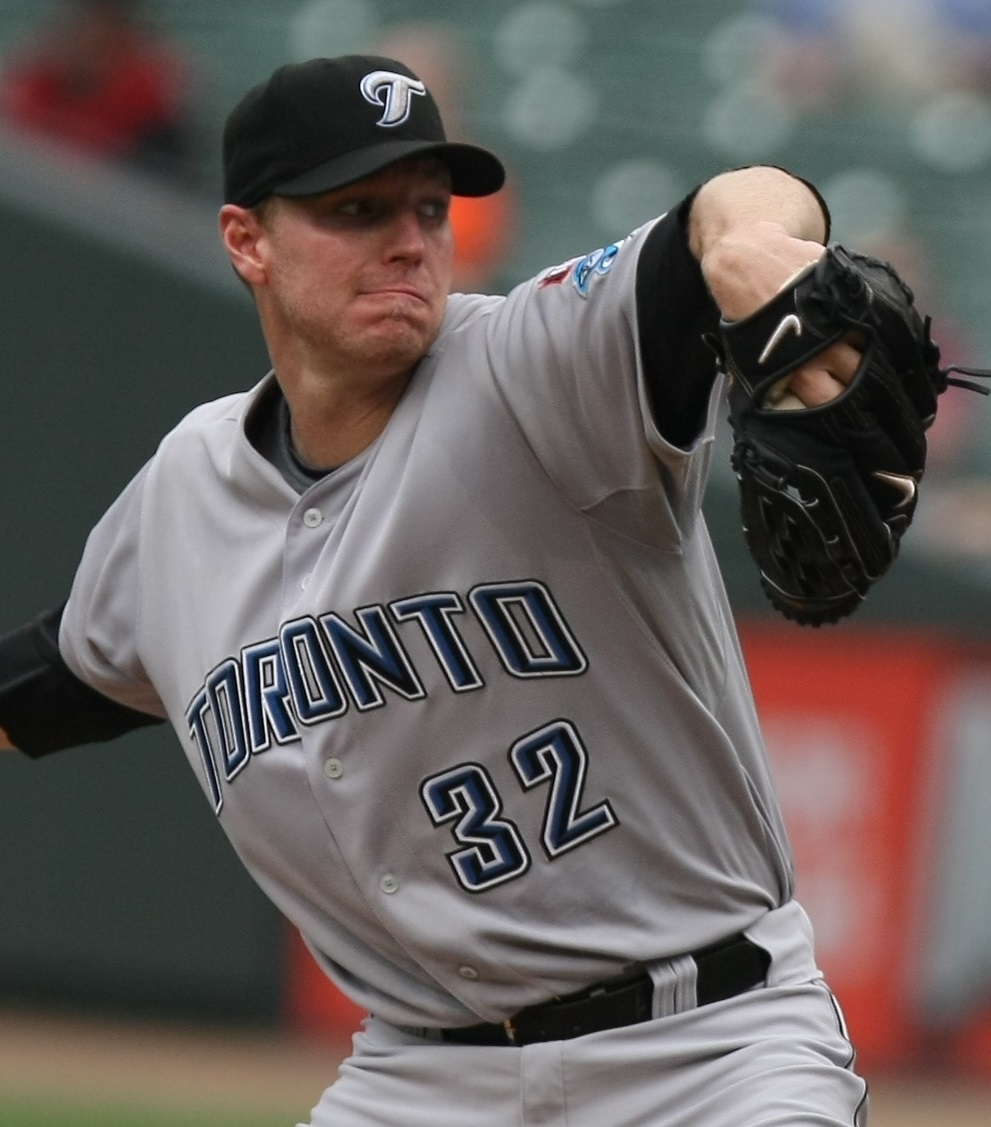
ロイ・ハラデイ

| 年度   | 表彰者                                          | 出生国             | 備考                                                                                            |
| ------ | ----------------------------------------------- | ------------------ | ----------------------------------------------------------------------------------------------- |
| 1983年 | ジョン・デューシー John Ducey                   | アメリカ合衆国の旗 |                                                                                                 |
| 1983年 | ティップ・オニール James “Tip” O’Neill          | カナダの旗         | 1887年にメジャーリーグ（MLB）の打撃三冠王を獲得、MLB通算1385安打                                |
| 1983年 | フィル・マーチルドン Phil Marchildon            | カナダの旗         |                                                                                                 |
| 1983年 | ジョージ・セルカーク George Selkirk             | カナダの旗         | ヤンキースでシーズン100打点2度、オールスター選出2度                                             |
| 1983年 | レスター・B・ピアソン Lester B.Pearson          | カナダの旗         | カナダ首相経験者、エクスポズの名誉理事も務める                                                  |
| 1983年 | フランク・ショーネシー Frank Shaughnessy        | アメリカ合衆国の旗 |                                                                                                 |
| 1984年 | ジャック・グラニー Jack Graney                  | カナダの旗         | インディアンスでMLB通算1178安打、その後に約20年同球団の野球実況を担当                           |
| 1984年 | グッディ・ローゼン Goody Rosen                  | カナダの旗         |                                                                                                 |
| 1984年 | クロード・レイモンド Claude Raymond             | カナダの旗         |                                                                                                 |
| 1984年 | アンドリュー・ビレスキー Andrew Bilesky         | カナダの旗         |                                                                                                 |
| 1984年 | チャールズ・ブロンフマン Charles Bronfman       | カナダの旗         |                                                                                                 |
| 1985年 | ジョン・ヒラー John Hiller                      | カナダの旗         | 1973年に38セーブでシーズン記録を更新、タイガースでMLB通算125セーブ                              |
| 1985年 | ジャック・ケント・クック Jack Kent Cooke        | カナダの旗         |                                                                                                 |
| 1985年 | ディック・ファウラー Dick Fowler                | カナダの旗         |                                                                                                 |
| 1985年 | カルメン・ブッシュ Carmen Bush                  | カナダの旗         |                                                                                                 |
| 1985年 | ロン・テイラー Ron Taylor                       | カナダの旗         |                                                                                                 |
| 1986年 | オスカー・ジャッド Oscar Judd                   | カナダの旗         |                                                                                                 |
| 1986年 | レジー・クリーブランド Reggie Cleveland         | カナダの旗         | MLB通算105勝                                                                                    |
| 1986年 | ボブ・プレンティス Bob Prentice                 | カナダの旗         |                                                                                                 |
| 1986年 | ボブ・エムズリー Bob Emslie                     | カナダの旗         | MLBの審判員を30年以上務める                                                                     |
| 1987年 | ファーガソン・ジェンキンス Ferguson Jenkins     | カナダの旗         | カナダ人最多のMLB通算284勝・3192奪三振、カナダ人として初のアメリカ野球殿堂入り                  |
| 1987年 | ジョージ・ギブソン George Gibson                | カナダの旗         |                                                                                                 |
| 1987年 | ロッキー・ネルソン Rocky Nelson                 | アメリカ合衆国の旗 |                                                                                                 |
| 1987年 | ラス・フォード Russ Ford                        | カナダの旗         | MLB通算99勝                                                                                     |
| 1988年 | ロン・ピシュ Ron Piché                          | カナダの旗         |                                                                                                 |
| 1988年 | ビル・フィリップス Bill Phillips                | カナダの旗         | MLB通算1130安打                                                                                 |
| 1988年 | ジェフ・ヒース Jeff Heath                       | カナダの旗         | MLB通算1447安打・194本塁打                                                                      |
| 1988年 | テッド・ボースフィールド Ted Bowsfield          | カナダの旗         |                                                                                                 |
| 1988年 | レノ・ベルトイア Reno Bertoia                   | イタリアの旗       |                                                                                                 |
| 1989年 | アーサー・アーウィン Arthur Irwin               | カナダの旗         |                                                                                                 |
| 1989年 | ボブ・ブラウン Bob Brown                        | アメリカ合衆国の旗 |                                                                                                 |
| 1990年 | ジミー・アーチャー Jimmy Archer                 | アイルランドの旗   |                                                                                                 |
| 1991年 | ピート・ウォード Pete Ward                      | カナダの旗         |                                                                                                 |
| 1991年 | ジミー・ウィリアムズ Jimmy Williams             | カナダの旗         |                                                                                                 |
| 1991年 | ジャッキー・ロビンソン Jackie Robinson          | アメリカ合衆国の旗 | MLB昇格前にAAA級モントリオールに在籍                                                            |
| 1992年 | トム・バージェス Tom Burgess                    | カナダの旗         |                                                                                                 |
| 1995年 | テリー・プール Terry Puhl                       | カナダの旗         | MLB通算1361安打                                                                                 |
| 1996年 | ニグ・クラーク Nig Clarke                       | カナダの旗         |                                                                                                 |
| 1996年 | フランク・オルーク Frank O'Rourke               | カナダの旗         | MLB通算1032安打                                                                                 |
| 1996年 | ロナルド・カレン Ronald Cullen                  | カナダの旗         |                                                                                                 |
| 1997年 | ジョン・マクヘイル John McHale                  | アメリカ合衆国の旗 |                                                                                                 |
| 1997年 | パット・ギリック Pat Gillick                    | アメリカ合衆国の旗 | 1992年・1993年のワールドシリーズ連覇時のブルージェイズのGM                                      |
| 1998年 | ロン・ロンセッティ Ron Roncetti                 | イタリアの旗       |                                                                                                 |
| 1998年 | ノッティ・リー George "Knotty" Lee              | カナダの旗         |                                                                                                 |
| 1999年 | ジョージ・スレーマン George Sleeman             | カナダの旗         |                                                                                                 |
| 1999年 | ボビー・マティック Bobby Mattick                | アメリカ合衆国の旗 |                                                                                                 |
| 1999年 | フランク・コールマン Frank Colman               | カナダの旗         |                                                                                                 |
| 2000年 | ジム・ファニング Jim Fanning                    | アメリカ合衆国の旗 |                                                                                                 |
| 2001年 | ゲイリー・カーター Gary Carter                  | アメリカ合衆国の旗 | エクスポズ時代に220本塁打（球団歴代3位）と1502試合出場（同2位）                                 |
| 2001年 | デーブ・マッケイ Dave McKay                     | カナダの旗         |                                                                                                 |
| 2002年 | デーブ・シャリー Dave Shury                     | カナダの旗         |                                                                                                 |
| 2002年 | ポール・ビーストン Paul Beeston                 | カナダの旗         |                                                                                                 |
| 2002年 | ドン・マクデューガル Don McDougall              | カナダの旗         |                                                                                                 |
| 2002年 | シト・ガストン Cito Gaston                      | アメリカ合衆国の旗 | 1992年・1993年のワールドシリーズ連覇時のブルージェイズの監督                                    |
| 2002年 | ハリー・シモンズ Harry Simmons                  | アメリカ合衆国の旗 |                                                                                                 |
| 2002年 | ビル・スラック Bill Slack                       | カナダの旗         |                                                                                                 |
| 2003年 | カーク・マッカスキル Kirk McCaskill             | カナダの旗         | MLB通算106勝                                                                                    |
| 2003年 | リチャード・ベレク Richard Bélec                | カナダの旗         |                                                                                                 |
| 2003年 | ジョー・カーター Joe Carter                     | アメリカ合衆国の旗 | ブルージェイズ時代に203本塁打（球団歴代2位）と736打点（同3位）                                  |
| 2004年 | ピーター・ハーディー Peter N.E.Hardy            | カナダの旗         |                                                                                                 |
| 2004年 | ジム・マッキーン Jim McKean                     | カナダの旗         | MLBの審判員を30年近く務める                                                                     |
| 2004年 | アンドレ・ドーソン Andre Dawson                 | アメリカ合衆国の旗 | エクスポズ時代に225本塁打・838打点（球団歴代2位）、シルバースラッガー賞3度、ゴールドグラブ賞6度 |
| 2004年 | ジョセフ・ランニン Joseph Lannin                | カナダの旗         |                                                                                                 |
| 2005年 | デーブ・スティーブ Dave Stieb                   | アメリカ合衆国の旗 | ブルージェイズ時代に175勝・1658奪三振（球団歴代1位）                                            |
| 2005年 | スティーブ・ロジャース Steve Rogers             | アメリカ合衆国の旗 | エクスポズで158勝・1621奪三振（球団歴代1位）                                                    |
| 2005年 | ハロルド・ユンカー Harold Younker               | アメリカ合衆国の旗 |                                                                                                 |
| 2005年 | ポップ・スミス Pop Smith                        | カナダの旗         |                                                                                                 |
| 2006年 | ロン・ステッド Ron Stead                        | カナダの旗         |                                                                                                 |
| 2006年 | ロン・ヘイター Ron Hayter                       | カナダの旗         |                                                                                                 |
| 2006年 | ラリー・マクリーン Larry McLean                 | カナダの旗         |                                                                                                 |
| 2006年 | トミー・ラソーダ Tommy Lasorda                  | アメリカ合衆国の旗 | 選手時代にAAA級モントリオールで通算107勝（球団歴代1位）                                         |
| 2007年 | ジョン・ハール John Haar                        | カナダの旗         |                                                                                                 |
| 2007年 | スパーキー・アンダーソン Sparky Anderson        | アメリカ合衆国の旗 | AAA級トロントに選手時代に在籍、引退後1964年に同球団で監督デビュー                               |
| 2007年 | シェリー・ロバートソン Sherry Robertson         | カナダの旗         |                                                                                                 |
| 2008年 | グラッドウィン・スコット Gladwyn Scott          | カナダの旗         |                                                                                                 |
| 2008年 | ピーター・ウィドリントン Peter Widdrington      | カナダの旗         |                                                                                                 |
| 2008年 | トニー・フェルナンデス Tony Fernandez           | ドミニカ共和国の旗 | ブルージェイズ時代に1583安打・1450試合出場（球団歴代1位）、ゴールドグラブ賞4度                  |
| 2008年 | ビル・ハリス Bill Harris                        | カナダの旗         |                                                                                                 |
| 2009年 | ラリー・ウォーカー Larry Walker                 | カナダの旗         | カナダ人歴代最多のMLB通算2160安打・383本塁打・1311打点・230盗塁                                 |
| 2009年 | アーニー・ウィット Ernie Whitt                  | アメリカ合衆国の旗 |                                                                                                 |
| 2009年 | バーニー・ソーリアー Bernie Soulliere           | カナダの旗         |                                                                                                 |
| 2009年 | ロイ・ミラー Roy Miller                         | カナダの旗         |                                                                                                 |
| 2010年 | ロベルト・アロマー Roberto Alomar               | プエルトリコの旗   | ブルージェイズ時代にゴールドグラブ賞5度                                                         |
| 2010年 | ポール・クアントリル Paul Quantrill             | カナダの旗         |                                                                                                 |
| 2010年 | カルビン・グリフィス Calvin Griffith            | カナダの旗         | セネタース-ツインズのオーナーを30年近く務める                                                   |
| 2010年 | アラン・ロス Allan Roth                         | カナダの旗         |                                                                                                 |
| 2011年 | トム・ヘンキー Tom Henke                        | アメリカ合衆国の旗 |                                                                                                 |
| 2011年 | アラン・シンプソン Allan Simpson                | カナダの旗         |                                                                                                 |
| 2011年 | ジョージ・ウッド George Wood                    | カナダの旗         |                                                                                                 |
| 2012年 | レアール・コーミエ Rheal Cormier                | カナダの旗         |                                                                                                 |
| 2012年 | ダグ・メルビン Doug Melvin                      | カナダの旗         |                                                                                                 |
| 2012年 | ラスティ・スタウブ Rusty Staub                  | アメリカ合衆国の旗 | エクスポズ時代にオールスター選出3度                                                             |
| 2013年 | ナット・ベイリー Nat Bailey                     | アメリカ合衆国の旗 |                                                                                                 |
| 2013年 | ロブ・デューシー Rob Ducey                      | カナダの旗         |                                                                                                 |
| 2013年 | トム・チーク Tom Cheek                          | アメリカ合衆国の旗 | ブルージェイズの試合を4306試合連続で担当したアナウンサー                                        |
| 2013年 | ジョージ・ベル George Bell                      | ドミニカ共和国の旗 | ブルージェイズ時代に202本塁打（球団歴代4位）と740打点（同3位）                                  |
| 2013年 | ティム・レインズ Tim Raines                     | アメリカ合衆国の旗 | エクスポズ時代に1622安打（球団歴代2位）と635盗塁・947得点（同1位）                              |
| 2014年 | ジム・リドリー Jim Ridley                       | カナダの旗         |                                                                                                 |
| 2014年 | ティム・ウォーラック Tim Wallach                | アメリカ合衆国の旗 | エクスポズ時代にオールスター選出5度                                                             |
| 2014年 | マレー・クック Murray Cook                      | カナダの旗         |                                                                                                 |
| 2014年 | デーブ・ヴァン・ホーン Dave Van Horne           | アメリカ合衆国の旗 | エクスポズの試合を30年以上にわたり担当したアナウンサー                                          |
| 2015年 | コーリー・コスキー Corey Koskie                 | カナダの旗         |                                                                                                 |
| 2015年 | マット・ステアーズ Matt Stairs                  | カナダの旗         | カナダ人歴代2位のMLB通算265本塁打・1895試合出場と同3位の899打点                                 |
| 2015年 | カルロス・デルガド Carlos Delgado               | プエルトリコの旗   | ブルージェイズ時代に336本塁打・1058打点（球団歴代1位）                                          |
| 2015年 | フェリペ・アルー Felipe Alou                    | ドミニカ共和国の旗 |                                                                                                 |
| 2015年 | ボブ・エリオット Bob Elliott                    | カナダの旗         |                                                                                                 |
| 2016年 | デニス・マルティネス Dennis Martínez            | ニカラグアの旗     | エクスポズ時代に100勝（球団歴代2位）と973奪三振（同3位）                                        |
| 2016年 | ウェイン・ノートン Wayne Norton                 | カナダの旗         |                                                                                                 |
| 2016年 | トニー・クーベック Tony Kubek                   | アメリカ合衆国の旗 |                                                                                                 |
| 2016年 | パット・ヘントゲン Pat Hentgen                  | アメリカ合衆国の旗 | ブルージェイズ時代に107勝・1028奪三振（球団歴代5位）                                            |
| 2016年 | ウィリアム・シャトルワース William Shuttleworth | カナダの旗         |                                                                                                 |
| 2016年 | ハワード・スタークマン Howard Starkman          | カナダの旗         |                                                                                                 |
| 2017年 | ロイ・ハラデイ Roy Halladay                     | アメリカ合衆国の旗 | ブルージェイズ時代に148勝・1495奪三振（球団歴代2位）                                            |
| 2017年 | レイ・カーター Ray Carter                       | カナダの旗         |                                                                                                 |
| 2017年 | ダグ・ハドリン Doug Hudlin                      | カナダの旗         |                                                                                                 |
| 2017年 | ブラディミール・ゲレーロ Vladimir Guerrero      | ドミニカ共和国の旗 | エクスポズ時代に打率.323・234本塁打（球団歴代1位）                                              |
| 2018年 | ペドロ・マルティネス Pedro Martinez             | ドミニカ共和国の旗 | エクスポズ時代に勝率.625（球団歴代2位）                                                         |
| 2018年 | ロイド・モスビー Lloyd Moseby                   | アメリカ合衆国の旗 |                                                                                                 |
| 2018年 | ビル・ハンバー William “Bill” Humber            | カナダの旗         |                                                                                                 |
| 2019年 | ゴード・アッシュ Gord Ash                       | カナダの旗         |                                                                                                 |
| 2019年 | ジェイソン・ベイ Jason Bay                      | カナダの旗         |                                                                                                 |
| 2019年 | ライアン・デンプスター Ryan Dempster            | カナダの旗         |                                                                                                 |
| 2019年 | ロブ・トムソン Rob Thomson                      | カナダの旗         |                                                                                                 |
| 2020年 | ジャックリー・ドゥーセ Jacques Doucet           | カナダの旗         |                                                                                                 |
| 2020年 | ジャスティン・モルノー Justin Morneau           | カナダの旗         |                                                                                                 |
| 2020年 | ジョン・オルルド John Olerud                    | アメリカ合衆国の旗 |                                                                                                 |
| 2020年 | デュアン・ウォード Duane Ward                   | アメリカ合衆国の旗 |                                                                                                 |
| 2021年 | ボブ・アッディ Bob Addy                         | カナダの旗         |                                                                                                 |
| 2021年 | ジェームズ・F・カーティス James F. Cairns       | カナダの旗         |                                                                                                 |
| 2021年 | ヘレン・カラハン Helen Callaghan                | カナダの旗         |                                                                                                 |
| 2021年 | ジミー・クラクストン Jimmy Claxton              | カナダの旗         |                                                                                                 |
| 2021年 | チャーリー・カルバー Charlie Culver             | アメリカ合衆国の旗 |                                                                                                 |
| 2021年 | ヒッポ・ギャロウェイ Hippo Galloway             | アメリカ合衆国の旗 |                                                                                                 |
| 2021年 | ローラン・グラドゥ Roland Gladu                 | カナダの旗         |                                                                                                 |
| 2021年 | バーン・ハンドラハン Vern Handrahan             | カナダの旗         |                                                                                                 |
| 2021年 | マニー・マッキンタイア Manny McIntyre           | カナダの旗         |                                                                                                 |
| 2021年 | ジョー・ペイジ Joe Page                         | イギリスの旗       |                                                                                                 |
| 2021年 | アーネスト・C・クイグリー Ernest C. Quigley     | カナダの旗         |                                                                                                 |
| 2021年 | エクトル・ラスィヌ Hector Racine                | カナダの旗         |                                                                                                 |
| 2021年 | ジミー・ラトルスネイク Jimmy Rattlesnake        | カナダの旗         |                                                                                                 |
| 2021年 | ジーンピエール・ロイ Jean-Pierre Roy            | カナダの旗         |                                                                                                 |
| 2021年 | フレッド・トーマス Fred Thomas                  | カナダの旗         |                                                                                                 |
| 2021年 | ロイ・ヤマシタ Roy Yamamura                     | カナダの旗         |                                                                                                 |
| 2022年 | ジェフ・フランシス Jeff Francis                 | カナダの旗         |                                                                                                 |
| 2023年 | ジェシー・バーフィールド Jesse Barfield         | アメリカ合衆国の旗 |                                                                                                 |
| 2023年 | デニス・ブーシェ Denis Boucher                  | カナダの旗         |                                                                                                 |
| 2023年 | リッチ・ハーデン Rich Harden                    | カナダの旗         |                                                                                                 |